# 北京市通州区政务服务局
39°54′40″N 116°38′56″E / 39.91111°N 116.64876°E
北京市通州区政务服务局是北京市通州区人民政府的一个部门。

## 领导
2021年2月，本机构的领导为：
- 张胜勇：通州区政务服务管理局党组书记、局长。工作分工：主持通州区政务服务管理局全面工作
- 王超：通州区政务服务管理局党组成员、副局长。工作分工：主要负责负责“互联网+政务服务”工作，统筹规划政务服务“一张网”建设；负责北京市通州区政务服务中心的建设、运行和管理；负责北京市投资项目在线审批监管平台的运行管理工作；负责通州区公共资源交易服务中心（人民政府采购中心）相关工作
- 刘淑清：通州区政务服务管理局党组成员、副局长。工作分工：负责统筹推进本区政府职能转变和简政放权、放管结合、优化服务改革和行政审批制度改革工作；负责协调推进本区政务服务体系建设；负责新政务服务大厅的建设、运行和管理；负责服务重点企业、重点项目相关工作

## 机构设置
2021年2月，本机构下设：
- 办公室
- 政务服务管理科
- 政务服务发展科